# Clinton Kingsley Bautista
Clinton Kingsley Bautista (* 5. November 1992) ist ein philippinischer Hürdenläufer, der sich auf die 110-Meter-Distanz spezialisiert hat.

## Sportliche Laufbahn
Erste internationale Erfahrungen sammelte Clinton Kingsley Bautista bei den Südostasienspielen 2015 in Singapur, bei denen er in 15,01 s den siebten Platz belegte. Zwei Jahre später gewann er bei den Südostasienspielen in Kuala Lumpur in 14,15 s die Bronzemedaille hinter dem Malaysier Rayzam Shah Wan Sofian und Jamras Rittidet aus Thailand. 2018 schied er bei den Asienspielen in Jakarta mit 14,38 s in der ersten Runde aus und gelangte auch mit der philippinischen 4-mal-100-Meter-Staffel nicht bis in das Finale. Bei den Asienmeisterschaften 2019 in Doha schied er mit 14,06 s im Vorlauf aus und belegte mit der Staffel in 40,10 s den sechsten Rang. Anfang Dezember siegte er bei den Südostasienspielen in Capas mit neuer Bestleistung von 13,97 s und gewann mit der Staffel in 40,04 s die Bronzemedaille hinter den Teams aus Thailand und Malaysia. 2022 verteidigte er dann bei den Südostasienspielen in Hanoi mit neuem Landesrekord von 13,78 s seinen Titel im Hürdensprint und im Jahr darauf wurde er bei den Südostasienspielen in Phnom Penh in 14,12 s Vierter. Zudem belegte er mit der 4-mal-100-Meter-Staffel in 41,02 s den fünften Platz und siegte in 3:07,22 min mit der 4-mal-400-Meter-Staffel. Anschließend verpasste er bei den Asienmeisterschaften in Bangkok mit 13,99 s den Finaleinzug im Hürdensprint.
In den Jahren 2021 und 2022 wurde Bautista philippinischer Meister über 110 m Hürden sowie 2021 auch im 100-Meter-Lauf und 2022 über 200 Meter.

## Persönliche Bestleistungen
- 100 Meter: 10,56 s (+0,6 m/s), 28. April 2022 in Pasig City
- 200 Meter: 21,51 s (+0,3 m/s), 28. April 2022 in Pasig City
- 110 m Hürden: 13,78 s (+1,6 m/s), 16. Mai 2022 in Hanoi (philippinischer Rekord)